# Malla (La Paz)
Malla (auch: La Malla) ist eine Ortschaft im Departamento La Paz im südamerikanischen Andenstaat Bolivien.

## Lage im Nahraum
Malla liegt in der Provinz Loayza und ist der zentrale Ort im Cantón Malla im Municipio Malla. Die Ortschaft Malla liegt auf einer Höhe von 3815 m am linken, östlichen Ufer des Río Malla Jahuira, in einem der östlich gelegenen Täler der Serranía de Sicasica nahe der Kordillere Quimsa Cruz.

## Geographie
Malla liegt zwischen dem bolivianischen Altiplano im Westen und dem Amazonas-Tiefland im Osten. Die Region weist ein typisches Tageszeitenklima auf, bei dem die Temperaturunterschiede zwischen Tag und Nacht größer sind als die mittleren Temperaturunterschiede zwischen den Jahreszeiten.
Die mittlere Durchschnittstemperatur der Region liegt bei 9 °C, der Jahresniederschlag beträgt 500 bis 600 mm (siehe Klimadiagramm Viloco), mit einer ausgeprägten Trockenzeit von Mai bis August mit Monatswerten von unter 15 mm Niederschlag.

## Verkehrsnetz
Malla liegt in einer Entfernung von 215 Straßenkilometern südöstlich von La Paz, der Hauptstadt des gleichnamigen Departamentos.
Von La Paz führt die Nationalstraße Ruta 1 in südlicher Richtung über El Alto nach Süden. Nach 83 Kilometern erreicht sie Ayo Ayo, wo eine Landstraße nach Osten abzweigt, die über Serpentinen hinab nach Caracato führt. Von dort führt eine kurvige Straße nach Osten bis Malla und weiter nach Caxata.

## Bevölkerung
Die Einwohnerzahl der Ortschaft ist in den vergangenen beiden Jahrzehnten auf mehr als das Dreifache angestiegen:
| Jahr | Einwohner | Quelle       |
| ---- | --------- | ------------ |
| 1992 | 401       | Volkszählung |
| 2001 | 875       | Volkszählung |
| 2012 | 1438      | Volkszählung |
| 2024 |           | Volkszählung |